# Fort Gonzaga

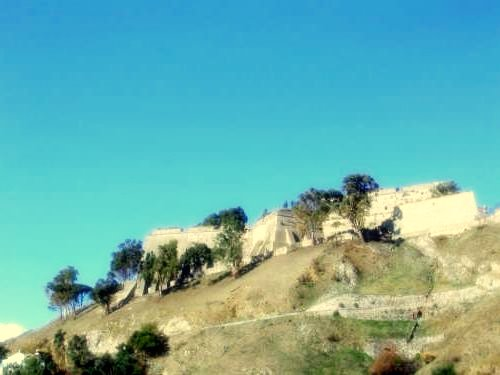
Fort Gonzaga in Messina

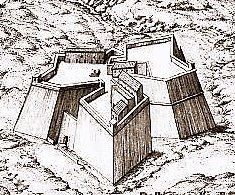
Tekening van Fort Gonzaga

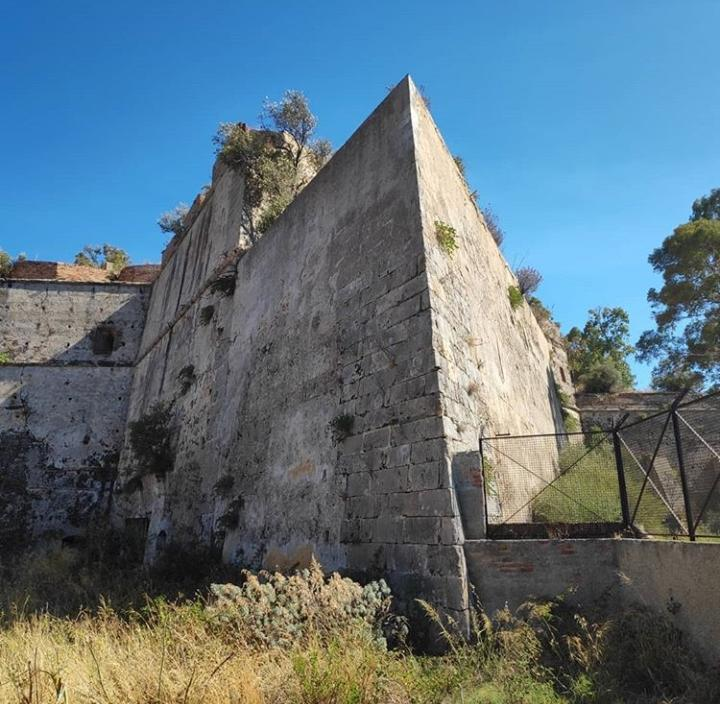

Het Fort Gonzaga is een 16e-eeuws fort in Messina, op het Italiaanse eiland Sicilië. Het fort staat op een heuvel net buiten de stadsmuren. Het fort overziet zowel de Straat van Messina als het hinterland van Messina. Dit laatste was bedoeld om aanvallen vanuit de heuvels op de havenstad Messina af te slaan.
Meermaals werd om het Fort Gonzaga gevochten, doch desondanks is het gebouw bewaard gebleven.

## Naam
Een andere naam voor Fort Gonzaga, in het Italiaans Forte Gonzaga, is Castel Gonzaga. Het is genoemd naar graaf Ferrante Gonzaga, de bouwheer en onderkoning van Sicilië in de tijd dat Sicilië deel uitmaakte van het Spaanse Rijk.

## Beschrijving
Het fort staat 100 m boven de zeespiegel. De wijk van Messina heet Montepiselli en de heuvel waar het fort staat, heet Colle del Tirone.
Het gebouw heeft een stervormig grondplan met zes uitlopers. Elke uitloper heeft een driehoeksvorm zodat het geschikt is dat artillerie 360° in het rond schiet. De artillerie stond opgesteld zowel in de kazematten als in de barbettes. Er bevindt zich een kleine kapel.
Rondom het fort werd een gracht gegraven. Naast het fort loopt de buitenste stadsmuur over de heuvel heen.

## Historiek
In 1535 bezocht keizer Karel V Sicilië. Zijn bezoek kaderde in de inspectie van de Spaanse verdediging tegen de Ottomanen. Bij zijn bezoek aan Messina vond Karel V dat Messina een rol moest spelen in de verdediging. Zo gaf Karel V het bevel tot de bouw van Fort Gonzaga.
Het duurde nog tot 1540 eer de werken startten. Dit had te maken met de afbraak van huizen, een kerk en een wijngaard die langs de stadsmuur waren opgetrokken. Het kostenplaatje moest herbekeken worden. De militaire ingenieur verantwoordelijk voor de bouw was Antonio Ferramolino afkomstig uit Bergamo. De Spanjaarden noemden hem Hernan Molin. Ferramolino was een directe medewerker van de onderkoning Ferrante Gonzaga. Ferramolino werd in zijn dagelijks werk bijgestaan door ingenieur Maurolico, een plaatselijke ingenieur die het terrein goed kende. In 1545 was het fort af.
Tot een Ottomaanse invasie van Messina kwam het niet, want de Spanjaarden versloegen hen ter zee in de Slag bij Lepanto in 1571, nabij de Golf van Korinthe.
In 1674, tijdens de anti-Spaanse opstand in Messina, namen de opstandelingen onmiddellijk Fort Gonzaga in. Vandaar uit beschoten ze een Spaans garnizoen in een ander fort, de Real Cittadella in de haven. De Spanjaarden waren ontzet over deze rebellie tegen de Spaanse Kroon. De opstandelingen hielden het uit tot in 1678.
In het Revolutiejaar 1848 bombardeerden schepen die loyaal waren aan koning Ferdinand II der Beide Siciliën Fort Gonzaga. Tevergeefs. De afscheuring van het koninkrijk Sicilië (1848-1849) was een feit.
Tot 1974 was het Italiaans leger eigenaar van Fort Gonzaga. Het gebouw was verwaarloosd. In 1974 kreeg de stad Messina het fort in concessie van de Italiaanse staat. De stad voerde herstelwerken uit ten belope van 15 miljoen euro. De stad werd eigenaar in 2014. Vanaf dan kon zij Fort Gonzaga uitbaten als een toeristische plek. Voor de muren van het fort worden soms concerten gehouden.